# 紫斑海菊蛤
紫斑海菊蛤（学名：Spondylus nicobaricus nicobaricus），是莺蛤目海菊蛤科海菊蛤属的一种。主要分布于南海、印度尼西亚、中国大陆、台湾，出现在潮间带至潮下带、生活于浅海，以右壳固着于珊瑚礁或岩石上。